# William Ayscough
William Ayscough († 29. Juni 1450) war ein englischer Geistlicher und Bischof von Salisbury.

## Leben
Ayscough war Doktor der Theologie in Cambridge. In dieser Funktion war er Beichtvater von Heinrich VI. Er war der erste Bischof der dieses Amt auch nach seiner Weihe zum Bischof behielt. 1438 wurde er zum Bischof von Salisbury ernannt. Die Trauung von Heinrich II. mit Margaret von Anjou wurde von ihm durchgeführt.
Er war an der Erstellung der Statuten für das neue gegründete King’s College (Cambridge) 1444 beteiligt.
Er wurde am 29. Juni 1450, während der Jack Cade Revolte ermordet.